# 內行廠
內行廠又稱內廠、內辦事廠，明朝廠衛之一，設立於正德三年（1508年），正德五年（1510年）裁撤。

## 歷史沿革
明武宗正德初年宦官劉瑾在北京榮府舊倉地設立內辦事廠，也就是四司之一的惜薪司，偵緝範圍比錦衣衛、東廠和西廠三個特務機構還要大，除監察臣民外，錦衣衛、東廠和西廠也在監察之列，比東、西廠尤為酷烈。
據清修《明史》載，自內行廠立後，劉瑾一黨進一步掌控廠衛。劉瑾創下先例，規定罪行無論輕重都施行杖刑，之後犯人永遠發配邊疆，或枷項後流放。由於枷重達一百五十斤，受刑者數日便會身亡。其中尚寶司卿顧璿、副使姚祥、工部侍郎張瑋與及御史王時中等皆受刑至瀕死後被貶往邊疆。
正德五年（1510年）劉瑾倒台被處死後，內行廠與西廠一同被裁撤。據《明史》載，被內行廠抓捕的人往往因為律法中微小處而受酷刑；在劉瑾一黨掌控廠衛期間，官吏和軍民不按律法被殺的多至數千人。